# Smalkantad säcklav
Smalkantad säcklav (Solorina spongiosa) är en lavart som först beskrevs av Erik Acharius, och fick sitt nu gällande namn av Anzi. Smalkantad säcklav ingår i släktet Solorina och familjen Peltigeraceae.  Arten är reproducerande i Sverige. Inga underarter finns listade i Catalogue of Life.

## Bildgalleri

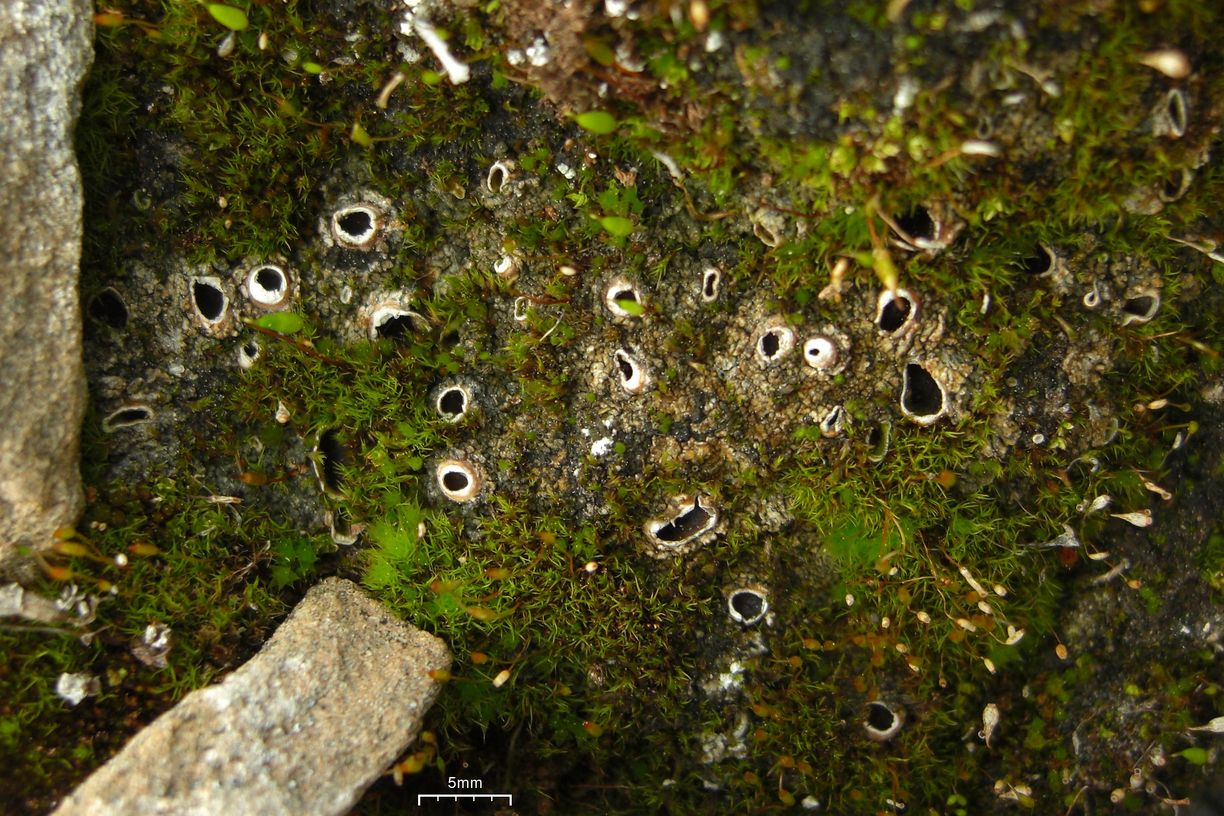